# Années 1490 av. J.-C.
Les années 1490 av. J.-C. couvrent les années de 1499 av. J.-C. à 1490 av. J.-C.

## Évènements

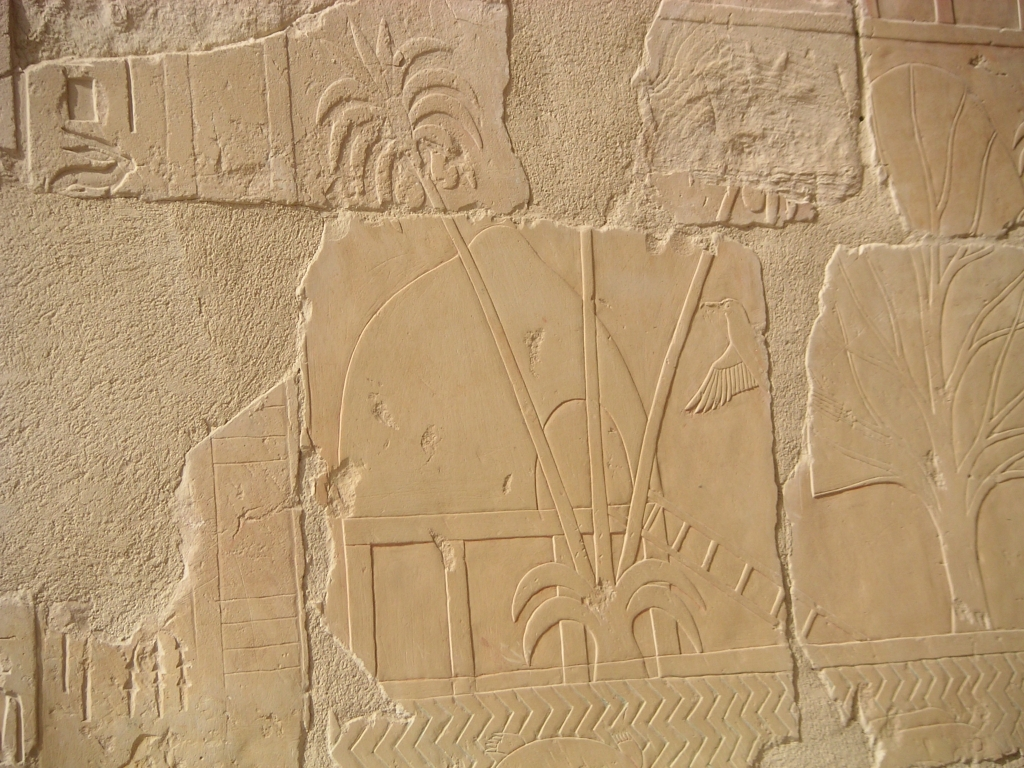
Relief représentant l'arrivée de l'expédition égyptienne au pays de Pount - Détail d'une des maisons du village ; à gauche on remarque dans la colonne de hiéroglyphes les deux premiers signes formant le nom du pays Pount - Temple d'Hatchepsout à Deir el-Bahari

- Vers 1500 av. J.-C.[1] : 
  - à la mort de Télépinu[2], et jusqu’en 1465 av. J.-C., plusieurs souverains, peu connus, lui succéderont à la tête des Hittites : Alluwamna, son fils Hantili II, Tarhurwaili (signe un traité avec Eheya, roi du Kizzuwatna), Zidanta II (signe un traité avec Pilliya, roi du Kizzuwatna), Huzziya II, Muwatalli Ier, qui accède au trône à la suite du meurtre de son prédécesseur et qui est lui-même assassiné. Période d’affaiblissement du Hatti, due en partie à la menace des montagnards Gasgas (le roi Hantili II doit fortifier la capitale et les villes frontières[3] après la destruction du sanctuaire du dieu de l’Orage à Nerik) et à la puissance croissante du royaume Hourrite du Mitanni, qui vassalise les royaumes d’Alep, d’Alalah et du Kizzuwatna.
  - règne de Saustatar, roi du Mitanni[2]. Il mène le royaume du Mitanni à son apogée : après avoir pillé Assur, il met à profit les difficultés en Égypte et le déclin hittite pour agrandir son domaine qui s’étend du royaume de Mukish (Alalakh) au royaume d’Arrapha (Nuzi) et vers le sud jusqu’à l’Anti-Liban. Le roi de Kizzuwatna Sunassura est son vassal.
  - règne de Kashtiliash III, roi Kassite de Babylone[2].
- Vers 1500-1100  av. J.-C. : culture du Kerma tardif en Nubie[4].
- 1497-1485 av. J.-C.[1] : règne de Enlil-nâsir, roi d’Assyrie[5].

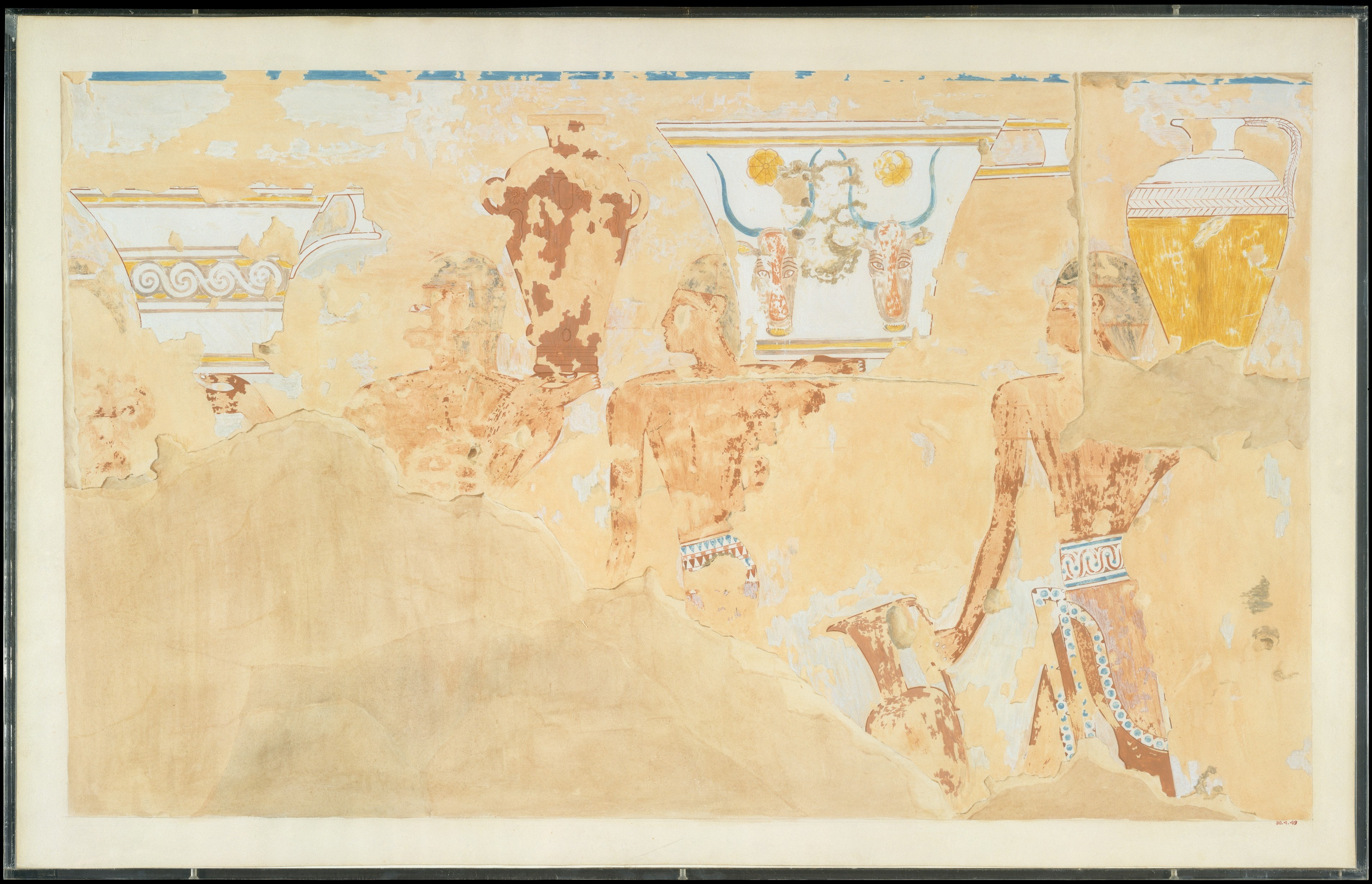
Scène des étrangers, fresque retrouvée dans la tombe de Sénènmout. L'Égypte établit des relations commerciales avec les pays voisins.

- 1495 av. J.-C.[6] : en l’an VIII de son règne, la reine d’Égypte Hatchepsout envoie une expédition vers Pount (pays des Habachan, qui donnera Abyssinie) dirigée par le chancelier Nehesy[7]. Elle ramène des produits rares (arbres à encens, encens, ébène, ivoire, or, fard noir, boomerang, etc.). La reine en fait graver le récit sur son temple de Deir-el-Bahari : cinq galères abordent au pays de l’encens. Des cabanes sur pilotis, des animaux, des arbres, sont figurés, ainsi que le « souverain de Pount » et sa volumineuse épouse. Peut-être s’agit-il, d’après C. Conti-Rossini dans sa Storia d’Etiopia, de la résidence hivernale d’un chef de tribu descendu vers la mer à la saison des pluies. Les navigations vers Pount, la Terre du dieu, ne cesseront plus, notamment sous les règnes de Thoutmosis III, Horemheb, Séti Ier et des Ramsès[8].
- Visite d’envoyés Égéens en Égypte attestée par leur représentation sur les fresques de la tombe de Sénènmout, intendant et architecte d’Hatchepsout[9].